# Hyphantria pallida
Hyphantria pallida là một loài bướm đêm thuộc phân họ Arctiinae, họ Erebidae.